# Sinfonía n.º 8 (Dvořák)

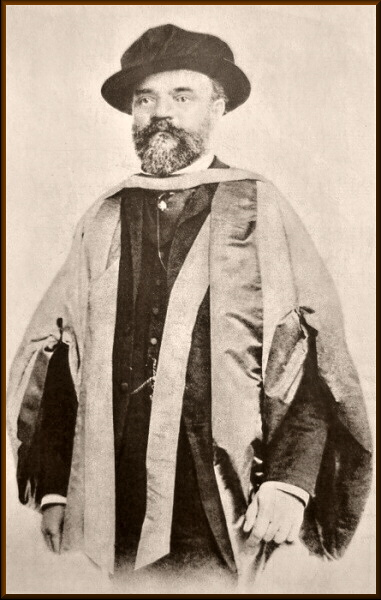
Dvořák como Doctor h.c. en la Universidad de Cambridge en 1891.

La Sinfonía n.º 8 en sol mayor, Op. 88 / B. 163 fue compuesta por Antonín Dvořák en 1889. La partitura está dedicada a Francisco José I Emperador de Austria.

## Historia

### Composición

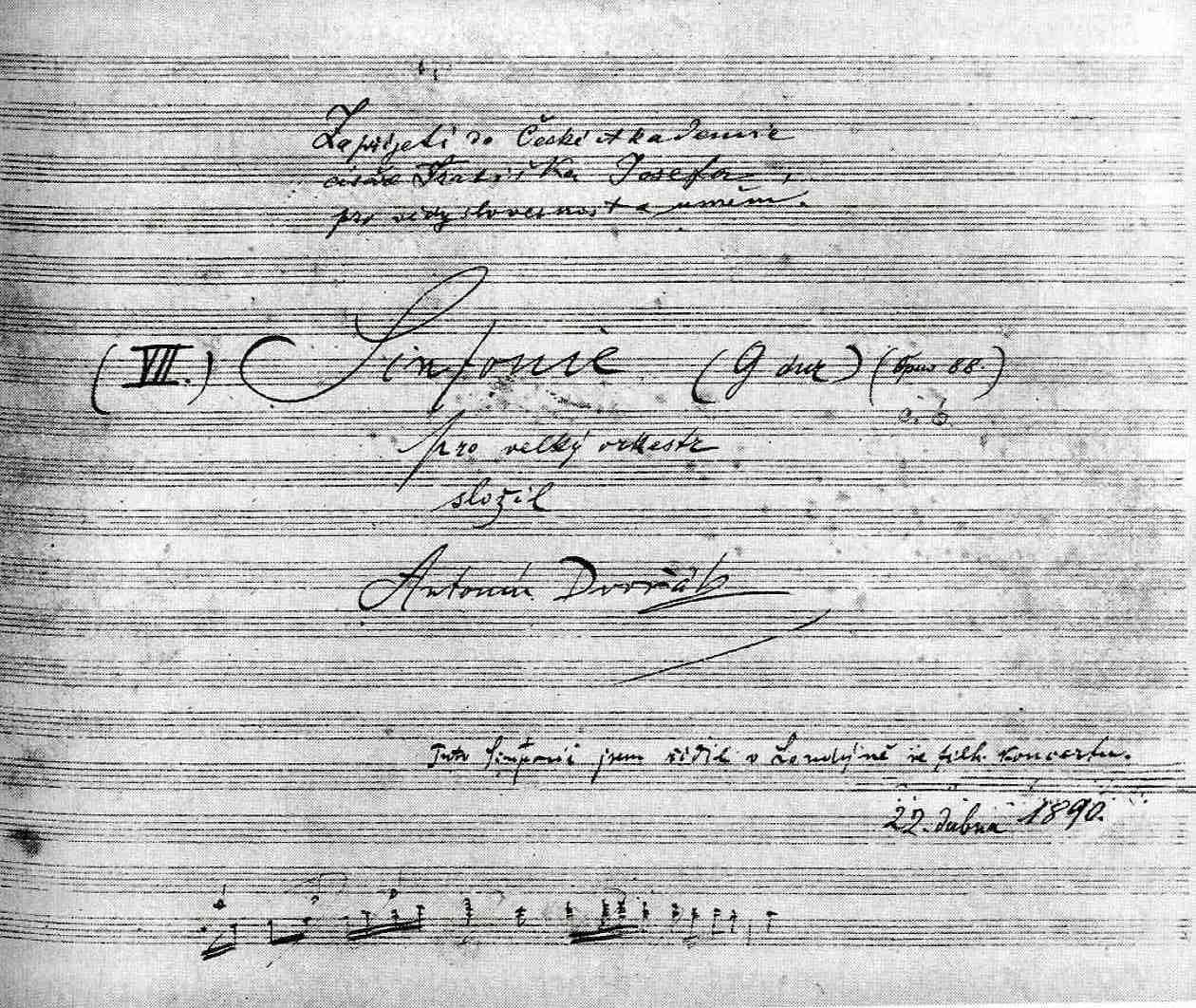
Portada de la partitura manuscrita.

La composición de este opus se desarrolló entre el 26 de agosto y el 8 de noviembre de 1889, cuando el compositor tenía 48 años. Tras la crisis de mediados de la década de 1880 representada sobre todo por la sombría Sinfonía n.º 7 y el Trío para piano n.º 3 Op. 65, llegó una época de equilibrio en la que el compositor buscaba respuestas a cuestiones fundamentales de la existencia humana y produjo esta sinfonía. Durante el verano y principios del otoño de 1889 escribió esta pieza, principalmente en su residencia estival de Vysoká u Příbramě. A mediados de 1880 había adquirido una modesta villa en una localidad situada a unos 150 kilómetros de Praga. En ella pasaba los veranos entregado a la composición y a la colombofilia, una de sus grandes aficiones. Este ambiente, en el que se encontraba más a gusto, parecía reflejarse en la atmósfera general de su nueva sinfonía.

### Estreno y primeras interpretaciones
El estreno de la obra se celebró el 2 de febrero de 1890 en Praga con la interpretación de la Orquesta del Teatro Nacional dirigida por el propio compositor en uno de los conciertos populares organizados por la asociación de artistas Umělecká beseda. Dvořák también dirigió la sinfonía varias veces más:
- En Londres el 24 de abril de 1890, que fue el estreno británico interpretado por la Sociedad Filarmónica de Londres en el St. James's Hall.
- En Fráncfort el 7 de noviembre de 1890, que fue la primera interpretación en el ámbito de habla alemana.
- En Cambridge el 15 de junio de 1891, cuando recibió el título de doctor honoris causa en Música de la Universidad de Cambridge. Allí presentó su Sinfonía n.º 8 como "ejercicio" obligatorio.
- En Chicago el 12 de agosto de 1893 como parte del evento "Día Checo", organizado durante la Feria Mundial de Chicago.
- En Londres el 19 de marzo de 1896 se pudo escuchar de nuevo.

El público vienés pudo escuchar la obra gracias a los vigorosos esfuerzos del incansable promotor de la música de Dvořák, el director de orquesta Hans Richter, que incluyó la sinfonía en el programa de un concierto de la Filarmónica de Viena el 4 de enero de 1891. 

### Publicación
La primera publicación fue llevada a cabo en 1892 por la editorial Novello, Ewer & Co. en Londres. Se publicó como Sinfonía n.º 4, que es el número que le correspondía en la primera clasificación las obras de este compositor, en la que no se incluían las cuatro primeras sinfonías. 
La historia de la obra también está asociada a la tensa relación entre el compositor y su editor habitual, Fritz Simrock. El editor alemán había publicado gran parte de sus sinfonías anteriores pero finalmente no publicó esta. Las negociaciones se rompieron después de que ambos no llegaran a un acuerdo sobre el importe. Dvorák se había sentido avergonzado cuando las obras de madurez se publicaron como las primeras y su nacionalismo se había sentido ofendido por la persistente germanización de su nombre de pila como "Anton". El editor también había criticado al compositor por producir obras demasiado ambiciosas que resultaban menos rentables en la imprenta y le instó a escribir obras más breves en su lugar. El maestro checo se negó a hacerlo, afirmando que sus aspiraciones artísticas no podían satisfacerse simplemente produciendo piezas breves y ocasionales. En 1889 el músico decidió interpretar la oferta de 1000 marcos alemanes, 5000 menos de lo que había pagado por la Séptima, como el derecho de tanteo de Simrock. Su disputa terminó con la suspensión de las relaciones comerciales durante un periodo de tres años. Vendió su nueva sinfonía a la firma londinense Novello, que consideró un privilegio comprar la obra y la publicó como la n.º 4. Simrock nunca repitió su error.
Durante muchos años recibió el subtítulo ocasional de Sinfonía "inglesa" ya sea por haberla presentado al recibir un título honorífico por la Universidad de Cambridge o porque su primera edición fue realizada por una editorial londinense. No obstante, su gramática y dicción son evidentemente checas. De hecho, consituye una declaración de independencia del autor con respecto a las influencias germánicas de las siete primeras sinfonías.

## Instrumentación
La partitura está escrita para una orquesta formada por:
- Viento madera: 1 flautín, 2 flautas, 2 oboes, 1 corno inglés, 2 clarinetes, 2 fagotes.
- Viento metal: 4 trompas, 2 trompetas, 3 trombones, 1 tuba.
- Percusión: timbales.
- Cuerda: una sección de cuerdas con violines I y II, violas, violonchelos y contrabajos.

## Estructura y análisis musical
La sinfonía consta de cuatro movimientos:
- I. Allegro con brio, en sol menor – sol mayor 4
4
- II. Adagio, en mi bemol mayor – do menor – do mayor 2
4
- III. Allegretto grazioso – Molto vivace, en sol menor – trío y coda en sol mayor 3
8
- IV. Allegro ma non troppo, en sol mayor 2
4

La interpretación de la obra dura aproximadamente entre 35 y 40 minutos. La obra está llena de alegrías de la vida y de su admiración por la belleza natural y, una vez más, la pieza revela la afición del compositor por la música folclórica checa y eslava. La sinfonía se caracteriza por sus estados de ánimo variables, que se suceden en una secuencia colorista de imágenes pastorales, luego temperamentos de danza y marcha, y finalmente pasajes de elevado dramatismo. En cuanto al material temático, la obra está marcada por un estilo cantabile cuyos contornos claros y progresiones en gran parte diatónicas son más típicos de un tipo de melodía vocal que instrumental. A grandes rasgos se ciñe a la estructura de la sinfonía clásica en cuatro movimientos con los tempi establecidos, pero la obra sorprende por sus múltiples innovaciones. Dvořák había expresado su intención de tratar el material temático de forma diferente, evitando las "formas habituales, universalmente aplicadas y reconocidas". Esto se nota ya desde la introducción lenta del primer movimiento, que se repite prácticamente sin alteraciones al principio de cada sección: exposición, desarrollo y recapitulación. Hay un comienzo similar en el movimiento inicial de la Sonata Patética de Beethoven.

### I.Allegro con brio
El primer movimiento, Allegro con brio, está escrito en la tonalidad de sol menor – sol mayor, en compás de 4/4 y sigue la forma sonata. Aunque se estructura en torno al marco general de la forma sonata, no se puede afirmar inequívocamente cuál de los temas es el "primer tema", cuál es el "segundo tema", etc. Sería más apropiado en este caso hablar de "ámbito del tema principal". El tema elegíaco interpretado en los violonchelos, que podría considerarse como una especie de canto a la naturaleza, contrariamente a la tonalidad dada a la sinfonía, comienza en sol menor, para pasar por las tonalidades de mi bemol mayor y la bemol mayor antes de llegar finalmente a la tonalidad principal de sol mayor al final de su período de diecisiete compases. La exposición poderosa y brillante se caracteriza por el uso liberal de la percusión. Se introduce una melodía en sol menor, que vuelve más tarde antes de la sección de desarrollo y de nuevo (aunque alterada en carácter) antes de la recapitulación, antes de que llegue sol mayor con el tema principal, de carácter pajaril interpretado por la flauta. El segundo tema suavemente contrastante pasa a mi mayor y luego a si menor para un tercer tema de tipo marcha; pero Sol mayor prevalece al final.

### II.Adagio
El segundo movimiento, Adagio, está en mi bemol mayor – do menor – do mayor y en compás de 2/4. El compás binario sustituye al compasillo, mientras que la tonalidad de do mayor reemplaza a la de sol mayor. Su forma responde a una especie de rondó libre según el esquema A-B-A'-C-B'-A'. Aunque la indicación de tempo es Adagio, en realidad se desarrolla a una cierta velocidad. Comienza con un hermoso solo de violín muy típico y acaba con una atmósfera reservada pero gozosa. Es probablemente el movimiento lento más variable de la producción sinfónica de Dvořák, ya que ofrece un verdadero caleidoscopio de contrastes y destaca por su rica imaginería instrumental.

### III.Allegretto grazioso – Molto vivace
El tercer movimiento, Allegretto grazioso – Molto vivace, está en sol menor con trío y coda en sol mayor, el compás es 3/8 y sigue una forma ternaria A-B-A. Dvorák escandalizó a los puristas escribiendo un movimiento de vals, como había hecho un año antes Chaikovski en su Sinfonía n.º 5. El scherzo comprende una sección principal de música ligeramente melancólica de naturaleza valsística. Se trata de un vals eslavo, una graciosa danza en 3/8 y en sol menor, cuyo trío en sol mayor se presta aún menos a los bailes de salón aunque sea una danza. La melodía de la sección central procede sorprendentemente de la ópera cómica en un acto de Dvořák Los amantes obstinados, escrita quince años antes, concretamente del aria de Toník "Tanta juventud en una muchacha, tanta madurez en un hombre". Tras una repetición de la sección de la canción, una rápida coda en 2/4 que acaba de manera muy vivaz, semejante a la del Adagio previo y que establece tanto la métrica como la tonalidad del Finale.

### IV.Allegro ma non troppo
El cuarto y último movimiento, Allegro ma non troppo, retoma la tonalidad inicial y el compás es 2/4. El Finale es el movimiento más turbulento. El perfil melódico de los compases tercero y cuarto ya anticipa el tema principal, que más tarde pasa por todo tipo de variaciones. Con su combinación de forma sonata y principios variacionales, todo el movimiento se acerca al Finale de la Eroica de Beethoven. Beethoven podría haber aplaudido la estructura de tema y variaciones de Dvorák dentro de un marco de canción y trío. Arranca con una fanfarria de trompeta, que evoluciona hacia una hermosa melodía a dos voces en los violonchelos cuyas mitades se repiten y luego cuatro variaciones, todas en sol mayor.  El trío es una marcha a tres voces en do menor, tras la cual vuelve la fanfarria con cuatro variaciones más. La tensión crece y finalmente se relaja en unos dos minutos, cuando una cascada de instrumentos que tocan el tema inicial da paso a un trino de la trompa, que suena como un elefante que muere. A partir de ahí, la pieza progresa irresistiblemente hacia una sección y una recapitulación del desarrollo, modulando de mayor a menor varias veces, e incluyendo dos trinos más de las trompas. Se cierra en una coda cromática en la cual los metales y la percusión sobresalen destacadamente.

## Recepción de la obra
En su momento la sinfonía fue un rotundo éxito tanto de público como de crítica. La prensa británica presentó a Dvořák como el único compositor vivo que podía ser nombrado legítimamente sucesor de Beethoven:

«Sólo Dvořák –aunque también él, como Brahms, ha intentado mantenerse en la escuela de Beethoven– ha sido capaz de aportar un elemento claramente nuevo a la sinfonía.»

Dvořák describió sus experiencias del concierto a su amigo Václav Juda Novotny:

«El concierto salió de maravilla, quizá más que nunca. Después del primer movimiento hubo un aplauso universal, después del segundo fue aún más fuerte, después del tercero fue tan atronador que tuve que darme la vuelta varias veces para dar las gracias al público, pero, después del Finale, el aplauso fue tempestuoso –del público en el auditorio, en las galerías, de la propia orquesta y de la gente sentada detrás de ella junto al órgano– todos aplaudían tan fuerte que era casi insoportable. Me llamaron varias veces para que volviera al podio. En resumen, todo fue maravilloso y sincero, como en los estrenos en Praga. Estoy encantado y doy gracias a Dios de que haya salido tan bien!»

Tras el estreno vienés, Richter informó de inmediato a Dvořák del éxito: "Sin duda le habría entusiasmado esta interpretación. Todos pensamos que se trata de una obra soberbia, y por eso nos entusiasmó tanto. El triunfo fue fervoroso y sentido". El crítico musical austríaco Eduard Hanslick escribió sobre la pieza en Neue freie Presse 6 de enero de 1891:

«Como última obra del programa, la sinfonía puede haber sido colocada en la posición más peligrosa, pero triunfó con los recursos más puros. Aunque esta composición es, de principio a fin, innegablemente obra de Dvořák, difiere considerablemente de sus dos sinfonías anteriores, ahora conocidas en Viena [...] Toda esta obra, una de las mejores de Dvořák, es loable por el hecho de que no es pedante y, sin embargo, a pesar de su compostura, también está muy alejada del naturalismo. Dvořák es un artista serio que ha aprendido mucho pero, a pesar de sus conocimientos, no ha sacrificado la espontaneidad y la frescura. Sus obras dan voz a un individuo singular, que emana un refrescante soplo de innovación y originalidad.»

En la actualidad esta sinfonía se programa con frecuencia, aunque no tan a menudo como la famosa Sinfonía del Nuevo Mundo. Goza de un estatus similar al de la Sinfonía n.º 7 a pesar de las diferencias entre las dos obras. Mientras que la séptima es tempestuosa y romántica, la octava es tierna e inspirada en la música tradicional bohemia que Dvorak tanto amaba.

## En la cultura popular
Esta obra ha servido de inspiración a artistas musicales de diversos géneros para crear sus propias versiones. Tanto las adaptaciones como las interpretaciones de la pieza original han sido incluidas en multitud de bandas sonoras de películas, programas de televisión, videojuegos, etc.

### Inclusión en bandas sonoras
- 1988-1997 – Legend of the Galactic Heroes, serie de anime en cuya banda sonora se incluyen varios movimientos de esta sinfonía.
- 2005 – Querida Wendy, película dirigida por Thomas Vinterberg en la que aparece el tercer movimiento.
- 2008 – True Blood, serie en cuyo episodio 1x11 "To Love is to Bury" se escucha el segundo movimiento.
- 2014 – Tokio Ghoul, serie de manga en cuyo capítulo 1x04 "Cena" aparece el tercer movimiento.
- 2019 – Maleficent: Mistress of Evil, film dirigido por Joachim Rønning protagonizado por Angelina Jolie en que se puede oír el Finale.